# Scopula celebraria
Scopula celebraria är en fjärilsart som beskrevs av Walker 1861. Scopula celebraria ingår i släktet Scopula och familjen mätare. Inga underarter finns listade.